# Boeing 727
Die Boeing 727 ist ein dreistrahliges Verkehrsflugzeug des US-amerikanischen Flugzeugherstellers Boeing in Tiefdeckerauslegung für den Passagier- und Frachttransport auf Mittel- und Kurzstrecken. Mit 1.832 hergestellten Exemplaren war die Boeing 727 eine Zeit lang das meistgebaute Strahlverkehrsflugzeug der Welt, bis sie darin von der Boeing 737 abgelöst wurde.

## Geschichte
Der Erstflug des Prototyps fand am 6. Februar 1963 statt. Das Musterzulassungsprogramm wurde mit vier Maschinen erflogen. Die Zulassung wurde am 20. Dezember 1963 erteilt. Die ersten Maschinen der Boeing 727 wurden 1964 an die United Airlines geliefert. 1964 landete mit der 727 das erste Düsenverkehrsflugzeug am Flughafen Tempelhof.
Die Boeing 727 wurde beständig weiterentwickelt. So entstanden zwei Versionen, zunächst die 727-100 und bald darauf die 727-200. Die erstgenannte Basisversion wurde anfangs nur als 727 bezeichnet, erst mit dem Erscheinen der 200er-Version bekam sie ihre Typennummer. Eine Veränderung, die nach Kundenwunsch an der 727-200 vorgenommen wurde, war unter anderem auch ein um 6,10 m verlängerter Rumpf, um bis zu 189 Passagiere aufnehmen zu können. Bei dieser verlängerten Version (727-200) ist die Bordküche nicht mehr rechts in der Flugzeugmitte, sondern vorne rechts gegenüber der Haupteinstiegstür untergebracht, sodass folglich auch die mittige Bordküchentür an der rechten Seite – das Merkmal der kürzeren 727-100 schlechthin – entfällt und sich stattdessen vorne befindet. Auch sind bei der 727-200 zusätzlich an beiden Seiten je eine Notausstiegstür hinten bei den Triebwerken angebracht (gelegentlich auch bei einigen 727-100, beispielsweise bei der britischen Dan-Air). Ein weiteres Detail ist, dass bei der 727-200 die mittlere Triebwerksöffnung über dem Rumpf nicht mehr oval ist (wie zuvor bei der 727-100), sondern rund.
Der Erstflug der verlängerten Boeing 727-200 fand am 14. Dezember 1967 statt. Der Erstkunde war die Northeast Airlines. Eine verbesserte Version, die 727-200 Adv(anced), erhielt die Turbofantriebwerke vom Typ Pratt & Whitney JT8D-15, welche die Reichweite erhöhten.

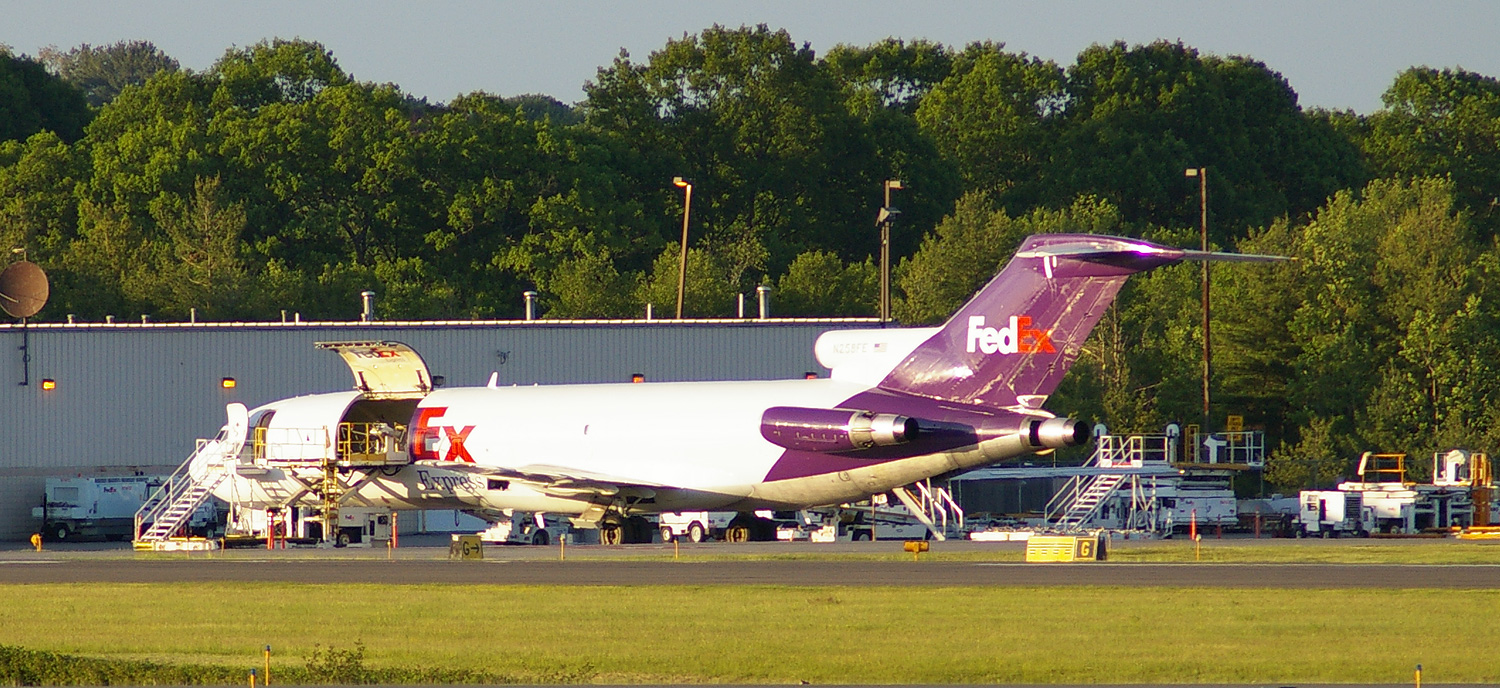
FedEx 727-200 (auf Frachter umgebaut) mit geöffneter Frachtklappe und Hush Kits

Der Produktionszyklus der Boeing 727 endete mit der Vorstellung der Version als Frachtflugzeug 727-200F im Jahre 1981. Die letzte von 15 727-200F wurde am 18. September 1984 an den einzigen Kunden der Frachtversion, FedEx, ausgeliefert.

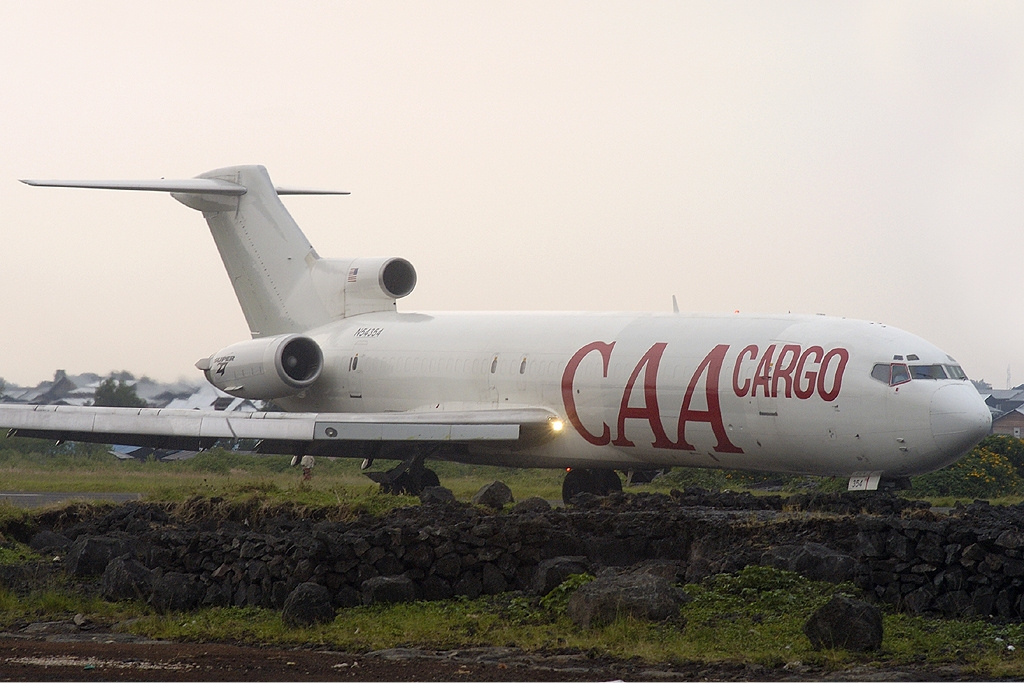
727 Super 27. Die breiteren äußeren Triebwerke sind deutlich zu erkennen.

Um weiterhin Flughäfen in Ballungszentren, die entsprechende Fluglärmbeschränkungen haben, mit diesen Maschinen anfliegen zu können (die 727 ist als Stage II eingestuft), gibt es Umbausätze, um die Lärmentwicklung auf Stage III einzudämmen. Diese reichen von einfachen Änderungen an den Landeklappen über Hush Kits, die der Hauptnutzer der 727 FedEx an Dutzende weitere Kunden verkaufte, bis hin zu neuen Triebwerken. Die 727-100 konnte mit drei Rolls-Royce Tay 651-Triebwerken umgebaut werden; diese Version wurde dann als 727-100QF (Quiet Freighter, leiser Frachter) bezeichnet. Es gab davon 58 Umbauten für UPS Airlines und einen für eine Privatmaschine.
Bei der 727-200 konnten die zwei äußeren Triebwerke mit dem JT8D-217 oder- 219 inklusive hydraulischer Schubumkehr (Triebwerke für die MD-80) durch die Firma Valsan ausgetauscht werden, das mittlere erhielt nur ein Hush-Kit, da das 24 cm breitere Triebwerk dort nicht eingebaut werden konnte. Die Erneuerung brachte deutlich bessere Verbrauchs- und Leistungswerte für die als Super 27 bezeichneten umgebauten 727. Die Super 27 kommt mit einer 20 % kürzeren Startstrecke aus, steigt schneller, verträgt eine größere Zuladung und fliegt sich auch noch besser bei gleichzeitig niedrigerem Kerosinverbrauch. Die Reichweite vergrößerte sich um 560 Kilometer. Von den Piloten wurde sie als Hot Rod bezeichnet. Aber einen wirtschaftlichen Erfolg konnte Valsan mit dem Upgrade nicht erzielen. Es gab davon 22 in der Passagiervariante, 15 für Frachter und 17 für VIP-Maschinen. Darüber hinaus können Winglets nachgerüstet werden, welche die Effizienz des Flugzeugs steigern.

## Konstruktion

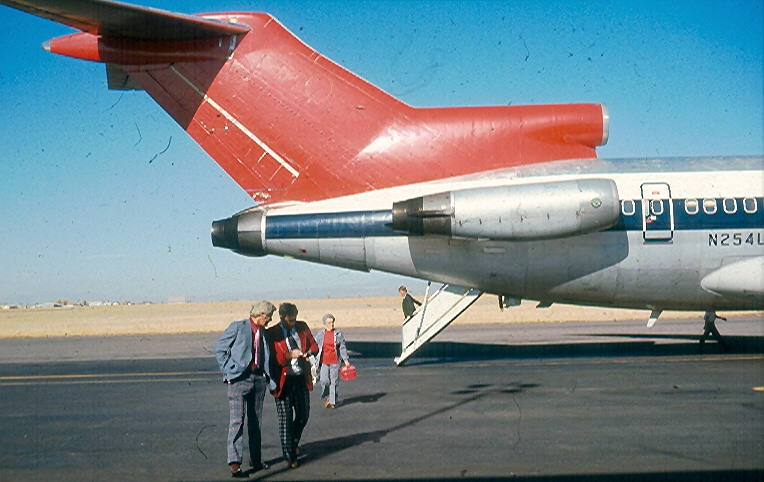
Boeing 727-200 der Northwest Airlines mit ausgefahrener Hecktreppe

Der Typ basiert zu großen Teilen auf dem Erfolgsmodell Boeing 707 und hat mit diesem den Rumpfdurchmesser und die Bugpartie gemeinsam. Bis zur Boeing 717 (1998) war die 727 das einzige Flugzeug der Boeing-Reihe, bei dem die Triebwerke am Heck angeordnet sind, mit T-Leitwerk und triebwerksfreien Tragflächen. Im Heckbereich befindet sich auch eine Fluggasttreppe, die unter dem Leitwerk ausgefahren werden kann. Diese Fluggasttreppe ermöglichte 1971 einem unter dem Pseudonym D. B. Cooper bekanntgewordenen Flugzeugentführer den Absprung während des Fluges. Nachdem mehrere Nachahmer innerhalb kurzer Zeit ebenfalls von derartigen Treppen absprangen, ordnete die FAA 1972 eine Umrüstung an. Sie wurden mit einem Bolzen nachgerüstet, der durch den Luftstrom während des Fluges automatisch die Treppe verriegelte. Einige Fluggesellschaften legten die hintere Treppe ganz still.
Der nach hinten gepfeilte Tragflügel ist aerodynamisch sehr gelungen und sorgt für sehr gute Schnellflugleistungen. Um die Langsamflugeigenschaften im erforderlichen Rahmen zu halten, wurden umfangreiche Auftriebshilfen eingesetzt. So besteht das Hochauftriebssystem aus je einer Krügerklappe und drei Vorflügeln pro Flügelvorderkante und Dreifach-Spaltklappen an den Flügelhinterkanten.

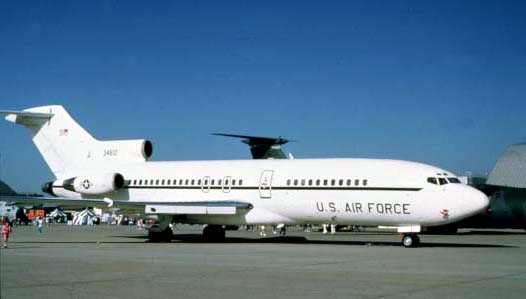
C-22B der United States Air Force

Für ein Kurz- und Mittelstreckenflugzeug ungewöhnlich ist das Vorhandensein einer Vorrichtung für das Treibstoffablassen in Notfällen.
Von der 727-100 konnten neben der reinen Passagierversion auch folgenden Optionen geordert werden:
- C – Ausrüstung für Passagier- und Frachtbetrieb; diese Variante konnte in etwa zwei Stunden umgerüstet werden. 53 Stück -100C.
- QC – Quick-Change-Ausrüstung für Passagier- und Frachtbetrieb; eine Umrüstung konnte in etwa 30 Minuten erledigt sein, die Passagiersitze waren auf Rollen für den Frachtboden montiert. 111 Stück -100QC.

Für die 727-200 gab es solche Kombi-Varianten nicht. Sie konnte als reine Passagier- oder Frachtversion bestellt werden. Letztere, als Nurfrachter, gab es als 727-200F, von der nur 15 Stück gebaut und an Federal Express geliefert wurden.

## Nutzung

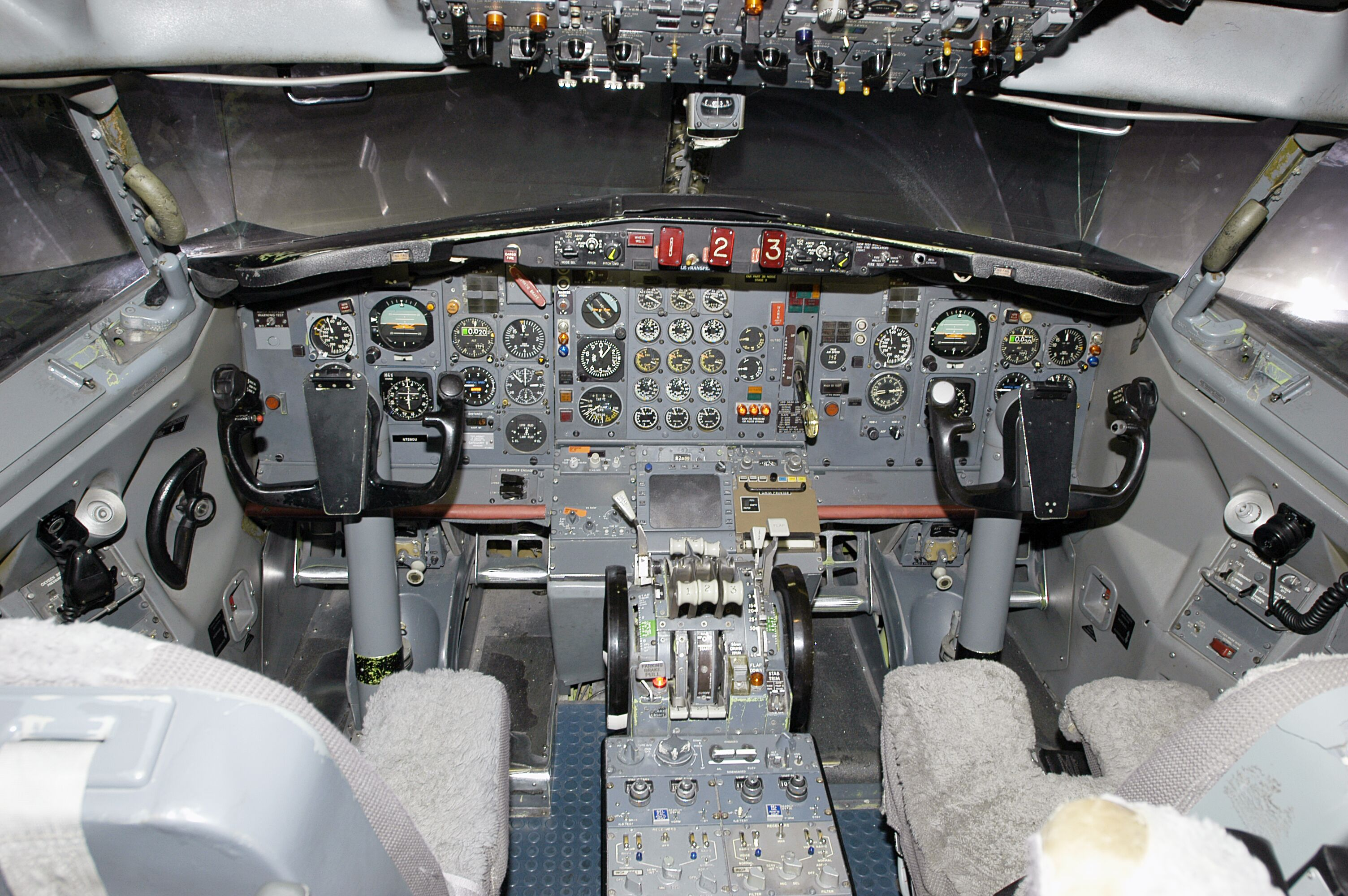
Cockpit einer Boeing 727

Von den 1832 hergestellten Boeing 727 wurden 1831 Maschinen, darunter 1260 Exemplare der Serie -200/-200Adv./-200F, an Kunden ausgeliefert. Ein Flugzeug der Serie -100 verblieb als Testflugzeug beim Hersteller Boeing. Die Produktion wurde aufgrund gestiegener Anforderungen an den Umweltschutz, vor allem einhergehend mit der Forderung nach einem deutlich reduzierten Kraftstoffverbrauch, eingestellt – Ziele, die mit der 727 nur bedingt realisierbar waren. Des Weiteren bot Boeing bereits als Ablösung die Boeing 757 an. Ferner verfügte die 727 noch über ein nicht mehr zeitgemäßes Drei-Mann-Cockpit, und die Streichung des Flugingenieurs aus der Standard-Cockpit-Besatzung bei allen zukünftigen Maschinentypen wurde für die Fluggesellschaften zu einem bedeutenden Teil der Kostenreduzierung.

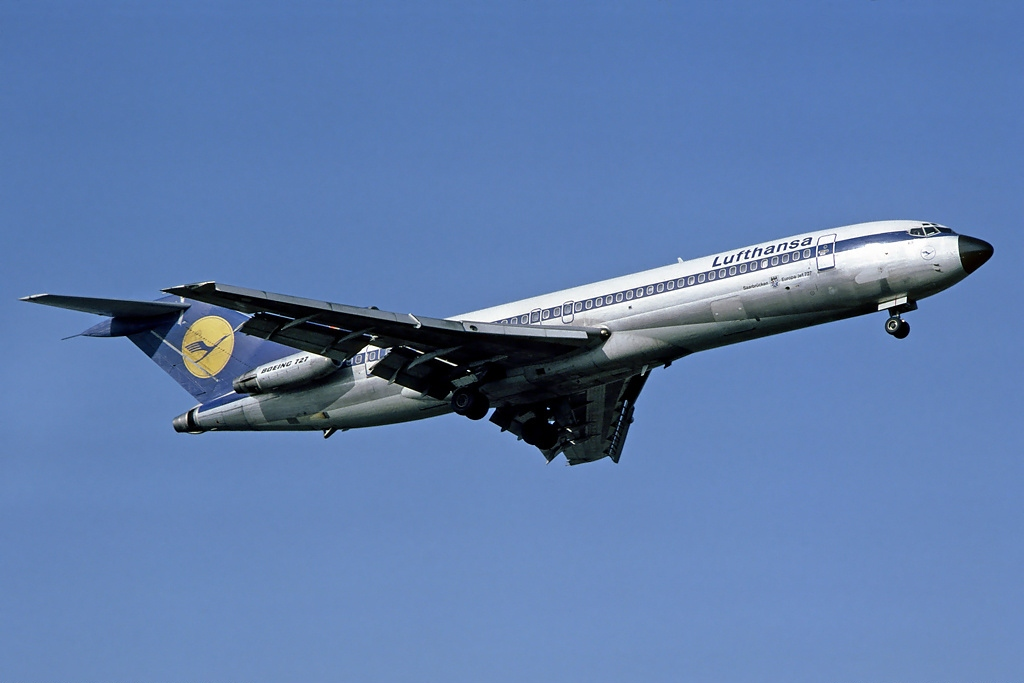
Boeing 727-200 der Lufthansa 1983

Auch die Lufthansa setzte diese Maschine ab 1964 unter dem Beinamen „Europajet“ mit über 50 Stück ein. Ihre Modellbezeichnung enthielt – wie die aller für Lufthansa gebauten Boeings – die Boeing-Kundensubtypnummer 30. Eine Grundausführung der 727 für die Lufthansa als Kombi-Frachter wurde z. B. als 727-30C bezeichnet. Der letzte Flug einer 727 bei Lufthansa war am 4. Oktober 1992. Im Jahr 2015 flogen die letzten vier ex-Lufthansa-Maschinen bei Clementine Aviation West Palm Beach (N606DH, ex D-ABIH „Wiesbaden“), bei TAME für die Fuerza Aérea Ecuatoriana (FAE-620, ex D-ABKQ „Mainz“), bei Lyca Cargo an der Elfenbeinküste (TY-FSJ, ex D-ABIA „Pforzheim“) und als Regierungsmaschine in der Force Aérienne du Congo (9Q-CDC, ex D-ABIS „Freiburg“). Hapag-Lloyd Flug setzte die 727 sogar im Langstreckenverkehr von Hannover und Stuttgart nach Mombasa ein.
Von der United States Air Force (USAF) wurden 5 gebrauchte Zivilmaschinen der Baureihe 727-100 erworben und als C-22 eingesetzt, eine hauptsächlich als Transportflugzeug ausgerüstete Militärversion:
- C-22A – eine ex-Lufthansa Boeing 727-030.
- C-22B – vier ex-National-Airlines Boeing 727-035.[12]

Diese wurden primär von der Air National Guard genutzt.
Während rekordverdächtiger 37 Jahre, von der Auslieferung bis zur Insolvenz der Gesellschaft, flog ein Flugzeug der Serie 727-100 mit dem Luftfahrzeugkennzeichen CP-861 nur für eine einzige Gesellschaft, die Lloyd Aéreo Boliviano.
Die Boeing 727-227(F) mit der Seriennummer 21243 wurde zweimal umgebaut, flog als Frachter für AmeriJet, wurde dort ab August 2004 mit Zero-G beschriftet und für Parabelflüge eingesetzt. Dabei wird für 20–25 Sekunden durch den Flug einer Parabel annähernd Schwerelosigkeit erzielt.

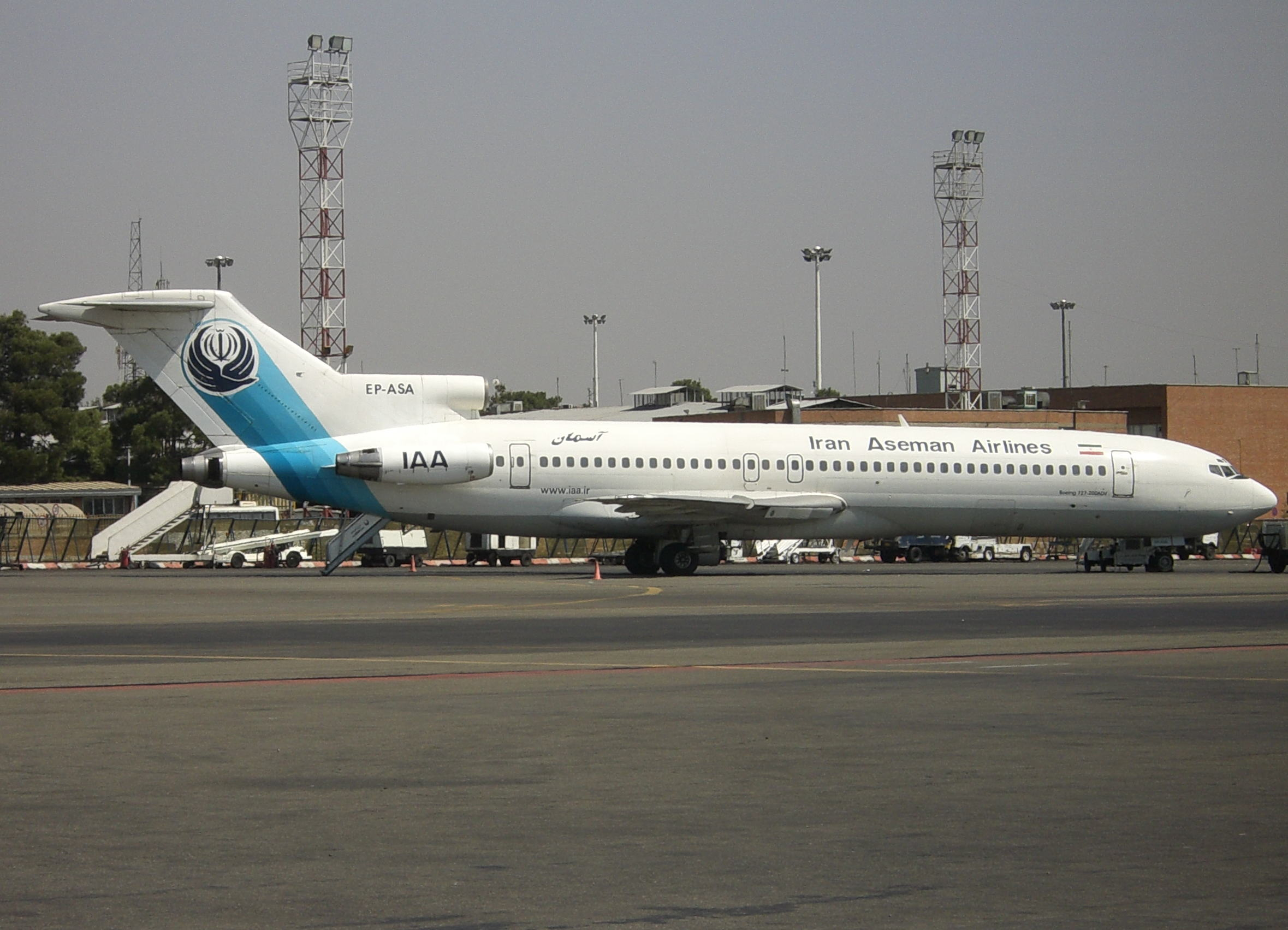
Iran Aseman Airlines 727 EP-ASA Bj. 1980, 2017 noch aktiv

Einige Maschinen sind zu sog. VIP-Flugzeugen umgebaut worden. Im Frühjahr 2008 hat die Saudi-Arabische Oger-Firmengruppe der Regierung von Afghanistan eine VIP-727-200 als Regierungsmaschine geschenkt. Diese Maschine war zuvor bei Jet Aviation in Basel umgebaut worden.
Anfang der 2010er-Jahre war die 727 aus dem Passagier-Linienbetrieb nahezu verschwunden, und in den Folgejahren stellten die meisten verbliebenen Betreiber ihre 727 außer Dienst. Einzig Iran Aseman Airlines setzte noch drei Exemplare der Version -228(Adv) (EP-ASA, EP-ASB, EP-ASD) auf Passagierflügen ein, ehe die Fluggesellschaft nach einem letzten Flug am 13. Januar 2019 das Baumuster endgültig aus dem Betrieb nahm. Somit ist mit Stand von 2023 der einzige zivile Betreiber der 727 die ZeroG Boeing mit der Seriennummer 21243.
Von den Frachtflugzeugen sind noch ca. 70 in Betrieb. Größter Betreiber war lange FedEx, die 1993 167 Stück flog, aber den Betrieb der letzten Maschinen per Ende Juni 2013 einstellte. Beliebt ist die 727 auch als Regierungsflugzeug in einer Reihe afrikanischer Staaten; so setzt Mali die letzte noch aktive Ex-Hapag-Lloyd-Maschine (ex D-AHLV) als Regierungsflugzeug ein.
Die britische Oil Spill Response Limited setzt zwei umgebaute ehemalige FedEx-Boeing 727 als Sprühflugzeuge gegen Ölverschmutzungen ein (G-OSRA und G-OSRB).

## Zwischenfälle
Vom Erstflug 1963 bis März 2024 kam es mit Boeing 727 insgesamt zu 120 Totalschäden. Bei 56 davon kamen 4121 Menschen ums Leben.

## Technische Daten

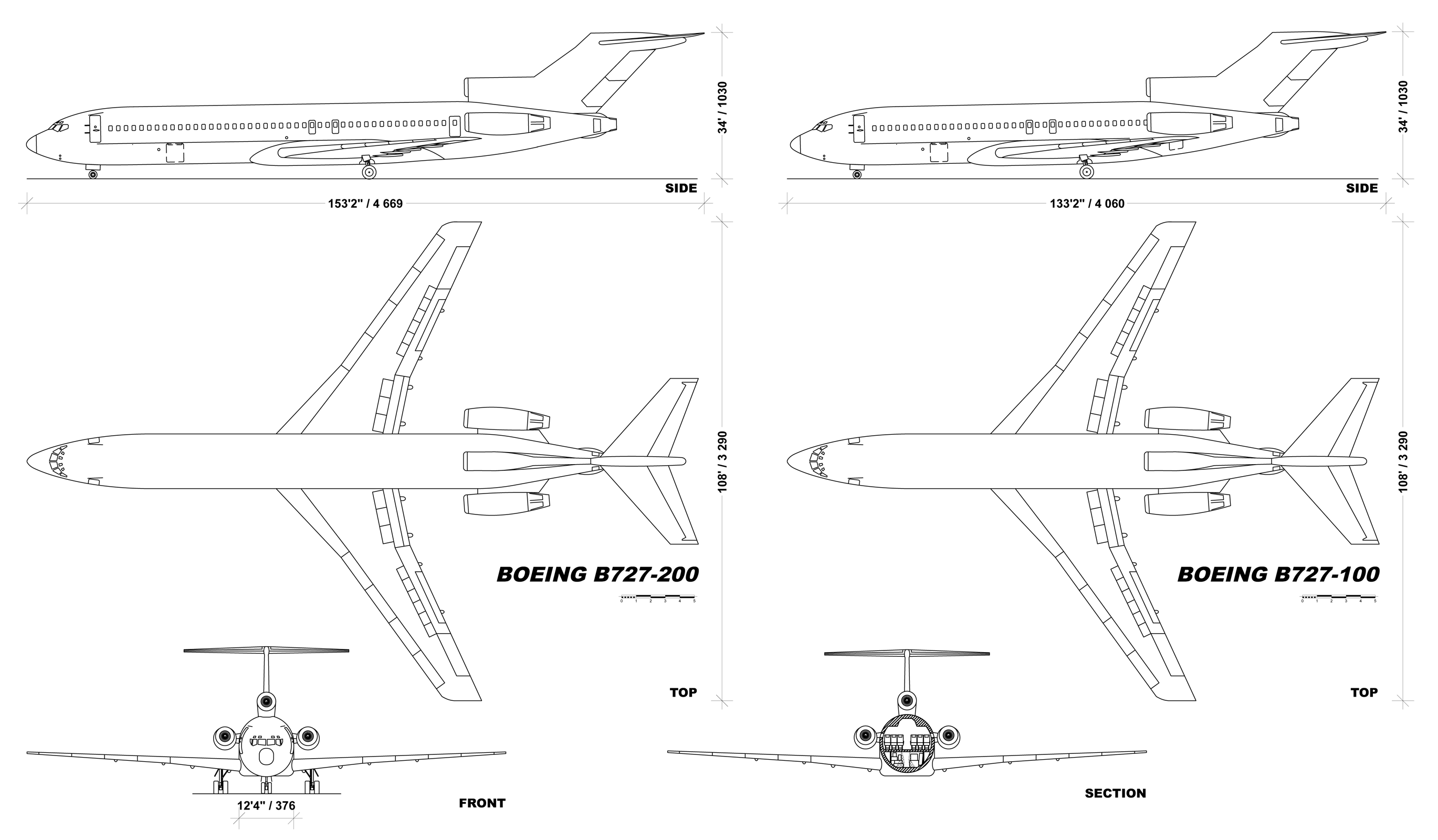
Boeing 727

| Kenngröße            | Kenngröße            | Daten der Boeing 727-100                                                               | Daten der Boeing 727-200 Adv.                                                                                      |
| -------------------- | -------------------- | -------------------------------------------------------------------------------------- | --- |
| Einsatzbereich       | Einsatzbereich       | Kurz-/Mittelstrecke                                                                    | Kurz-/Mittelstrecke                                                                                                |
| max. Sitzplatzanzahl | max. Sitzplatzanzahl | 131                                                                                    | 189 |
| Flug                 | Reichweite           | 3056 km                                                                                | 4020 km |
| Flug                 | Reisegeschwindigkeit | 926 km/h                                                                               | 965 km/h |
| Flug                 | Dienstgipfelhöhe     | 11.400 m                                                                               | 12.192 m |
| Rumpf                | Länge                | 40,59 m                                                                                | 46,69 m |
| Rumpf                | Höhe                 | 10,36 m                                                                                | 10,36 m |
| Rumpf                | Durchmesser          | 3,76 m                                                                                 | 3,76 m |
| Tragflächen          | Spannweite           | 32,92 m                                                                                | 32,92 m |
| Tragflächen          | Fläche               | 157,93 m²                                                                              | 157,93 m² |
| Tragflächen          | Pfeilung             | 32°                                                                                    | 32° |
| Tragflächen          | Streckung            | 6,86                                                                                   | 6,86 |
| Tragflächen          | Flächenbelastung     | 251 bis 437 kg/m²                                                                      | 287 bis 602 kg/m²                                                                                                  |
| Masse                | leer                 | 39.780 kg                                                                              | 45.360 kg |
| Masse                | Start (max.)         | 73.275 kg                                                                              | 95.030 kg |
| Triebwerke           | Anzahl               | 3                                                                                      | 3 |
| Triebwerke           | Bauform              | Mantelstromtriebwerk Pratt & Whitney JT8D-1/7/9                                        | Mantelstromtriebwerk Pratt & Whitney JT8D-9A/11/15/17/17R                                                          |
| Triebwerke           | Schub                | je 62,3 bis 64,5 kN                                                                    | je 64,5 bis 77,4 kN                                                                                                |
| Kundenauslieferung   | erste                | 727-100: 1. Februar 1964 Eastern Air Lines 727-100C: 13. April 1966 Northwest Airlines | 727-200: 11. Dezember 1967 Northeast Airlines 727-200 Adv.: 9. März 1971 Lufthansa 727-200F: 27. Juni 1983 FedEx   |
| Kundenauslieferung   | letzte               | 727-100: 18. Oktober 1972 Dominicana 727-100C: 9. März 1971 South African Airways      | 727-200: 16. August 1972 Western Airlines 727-200 Adv: 6. April 1983 US Airways 727-200F: 18. September 1984 FedEx |
| Kundenauslieferung   | Gesamtproduktion     | 727-100:C 0407 727-100C: 0164                                                          | 727-200 (Adv.): 1245 727-200F:( dv.) 0015                                                                          |

## Erhaltene Exemplare
- 2018 wurden eine Boeing 727-200, ehemals Team-Flieger von zwei Baseball-Mannschaften, und eine Iljuschin Il-62M auf das Dach des Hotel Novapark[21] in Graz, Fischeraustraße 22 montiert und seit September 2018 als Restaurants genutzt. Beide stehen mit dem Bug nach West orientiert. Von jeder der Maschinen ist ein Triebwerk am Boden im Freien zu besichtigen.

- Die 727-200 SX-CBC (Mount Parnassus) flog von 1968 bis 1993 für Olympic Airways. Es ist jenes Flugzeug, mit dem der Leichnam Aristoteles Onassis’ von Paris nach Griechenland überführt wurde. An Bord befanden sich zahlreiche prominente Gäste, darunter Jacqueline Kennedy Onassis und Edward Kennedy. Es wurde von einem Liebhaber gekauft und nach Oregon geflogen, wo es als Wohnhaus dient.

- Die Boeing 727-200 SX-CBA (Mount Olympus) flog von 1968 bis 1993 für Olympic Airways und wurde vom Verein der früheren Olympic-Mitarbeiter Polkeoa erworben, um am Flughafen Athen-Ellinikon Teil eines Luftfahrtmuseums zu werden. Als dieses Projekt scheiterte, wurde das Flugzeug von der Zela Aviation erworben, die es restaurierte und als Sehenswürdigkeit der Gemeinde Argyroupoli schenkte.